# 佐野一馬
佐野 一馬（ さのかずま、11月19日 - 埼玉県出身）は、日本のシナリオライター、ゲームデザイナー。
有眼会社スタジオポラリスの元代表取締役社長。
同人活動としてガレージキットディーラー「肉男爵倶楽部」を主宰。

## 略歴
呉ソフトウェア工房にグラフィックデザイナーとしてゲーム業界に入るがゲームシナリオに興味を持ち、当時"ストーリー系ＲＰＧ"として名を馳せていた有限会社グローディアにシナリオライターとして転職。シナリオ/ゲームデザインを担当し同社中期以降の作品制作に携わる。
グローディア退社後、独立して1995年に有限会社スタジオポラリスを設立。下請けとしてゲーム制作業務を行いながら自社ブランド「まんほーる」を立ち上げ、初タイトルとして「GUN GRAVE」（2000年）を発表する。
ロールプレイングゲームやシミュレーションゲームの制作に多く携わっていたせいかアドベンチャーゲームでも複雑なシナリオ構造を持つ作品が多く、また男性器を「肉男爵」「神ポコ」など特殊な呼称をつける傾向がある。
2001年にスタジオポラリスが解散し、その後はフリーシナリオライターとして活動。

## 参加作品
一般ゲーム
- ヴェインドリームⅡ（1992年 グローディア）
- ディファレント・レルム 久遠の賢者（1993年 グローディア）
- ラグナレック（1994年 グローディア）

アダルトゲーム
- 猟奇の檻（1995年 日本プランテック）

- 猟奇の檻 第2章（1996年 日本プランテック）

- SeptemCharm まじかるカナン（1998年  Terios）

- GUN GRAVE（2000年 まんほーる）

- 微笑みをもういちど ～smile again～（2000年 U・Me SOFT）

- いきなりはっぴぃベル（2002年  Terios）

- ANGELIUM -ときめきLOVE GOD-(2003年 Terios)

- 真説 猟奇の檻(2004年 CALIGULA)

- 真説 猟奇の檻 第2章（2009年  CALIGULA）

- ハチミツ乙女blossomdays（2009年 ルピナス）

- 淫妖蟲 悦 ～怪楽変化退魔録～（2009年 TinkerBell）

- 最強御主人様! Mighty my master（2010年 牛乳戦車）
- りとるらびっつ -わがままツインテール-（2010年 WHITESOFT）※宇佐見定吉 名義

- サマヨイ淫夢校舎 ～こんなHな授業、ありえないっ!～（2010年 TinkerBell）
- ラブライド・イヴ（2011年 WHITESOFT）※無月さよ 名義

- 俺はツマキラー ～妻5人、娘5人、親子丼おかわりっ!～（2011年 OLE-M）

- キモメンでも巨根ならスクールカーストの頂点に立てる!? ～学園一のモテカワ集団に種付けしまくり! 夢の学園ハーレム!～（2012年 Miel）

- キモメンでも巨根なら水着ギャルとリア充な夏がすごせる! ～学園選抜! 最高のモテカワギャル8人とパコパコ種付けビーチ!～（2012年 Miel）
- キモメンでも巨根なら国民的アイドルグループをハーレムにできる!? ～極上マ○コを独り占め! 射精しまくり孕ま総選挙♪～（2012年 Miel）
- 性活指導員 ～キモ男が不妊に悩むピュアな若妻に手取り足取りアクメレッスン! ラブラブ寝取り種付けで理想の嫁に!～（2013年 Miel）
- キモメンでも巨根なら名門校のお嬢様を専用孕まセレブビッチにできる! （2013年 Miel）
- メイド超狂イク ～服従母娘、孤島の館での淫虐調教～（2013年 Black Rabbit）
- キモメンでも巨根なら人の妻を自分のモノにできる! ～美人妻達を受精アクメさせまくれ! 目指せ! ハーレムマンション♪～（2014年 Miel）
- 種付け教室 ～今からみんなに先生の特濃精子で孕んでもらいます～ （2015年 Miel）
- 通淫母 ～我が子の下宿でオンナに戻る母～（2015年 CATTLEYA）
- 30人超孕ませ! Mielの「キモメンでも巨根なら」コレクション4本パック（2017年 Miel）

書籍
- 猟奇の檻―零式百貨店物語 （1996年 ワニブックスCarrot NOVELS)
- LOVE in BLIND（2001年 メディアックス）※漫画原案
- 純愛以上レイプ未満（2010年 オークス）※漫画原案
- ゲーム作りの発想法と企画書の作り方（2020年 総合科学出版）